# Gynoplistia (Gynoplistia) hotooworry
Gynoplistia (Gynoplistia) hotooworry is een tweevleugelige uit de familie steltmuggen (Limoniidae). De soort komt voor in het Australaziatisch gebied.